# 拉沙佩勒蒙马丹
拉沙佩勒蒙马丹（法語：La Chapelle-Montmartin，法語發音：[la ʃapɛl mɔ̃maʁtɛ̃]）是法国卢瓦-谢尔省的一个市镇，位于该省南部，和安德尔省接壤，属于罗莫朗坦-朗特奈区。

## 地理
拉沙佩勒蒙马丹（47°16'13"N, 1°44'23"E）面积10.72 平方千米，位于法国中央-卢瓦尔河谷大区卢瓦-谢尔省，该省份为法国中北部省份，北起厄尔-卢瓦省，东北接卢瓦雷省，东南接谢尔省，南至安德尔省，西南接安德尔-卢瓦尔省，西北接萨尔特省。
与拉沙佩勒蒙马丹接壤的市镇（或旧市镇、城区）包括：昂茹安、沙布里、丹勒普瓦利耶、日耶夫尔、谢尔河畔圣于连、圣卢、谢尔河畔自由城。

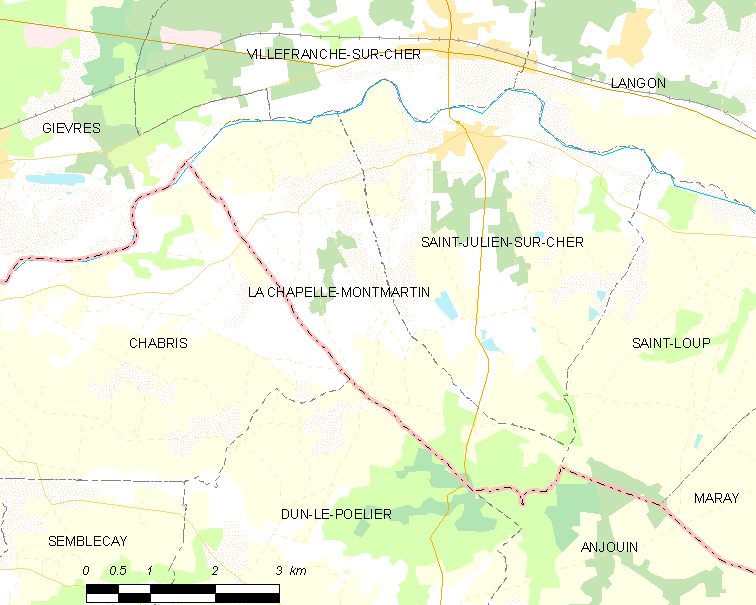
拉沙佩勒蒙马丹的OSM定位图

拉沙佩勒蒙马丹的时区为UTC+01:00、UTC+02:00（夏令时）。

## 行政
拉沙佩勒蒙马丹的邮政编码为41320，INSEE市镇编码为41038。

## 政治
拉沙佩勒蒙马丹所属的省级选区为谢尔河畔塞勒县。

## 人口

1962-2008年间拉沙佩勒蒙马丹人口变化图示

拉沙佩勒蒙马丹于2022年1月1日时的人口数量为409人。